# Lambert Micha
Lambert Micha, född 15 februari 1950, är en friidrottare från Belgien. Han deltog vid olympiska sommarspelen 1976.